# Karl Friedrich Heinrich
Karl Friedrich Heinrich (Molschleben, 8 febbraio 1774 – Bonn, 20 febbraio 1838) è stato un filologo classico tedesco.

## Biografia
Studiò con Christian Friedrich Wilhelm Jacobs e Johann Kaspar Friedrich Manso presso il ginnasio di Gotha. Dal 1791 studiò teologia all'Università di Göttingen. Nel 1804 divenne professore di letteratura greca all'Università di Kiel, successivamente nel 1818 si trasferì all'Università di Bonn come professore di filologia classica. A Bonn fu direttore del seminario filologico.

## Opere
- Erklärende Anmerkungen zum Homer (6 volumi, 1792–1818) di Johann Heinrich Justus Köppen.
- Musaei de Herone et Leandro carmen (1793).
- Epimenides aus Kreta. Eine kritisch-historische Zusammenstellung aus Bruchstücken des Alterthums (1801).
- Hesiodi Scutum Herculis. Cum grammaticorum scholiis graecis (1802).
- Commentatio I. in D. Jun. Juvenalis Satiras (1896).
- M. Tulli Ciceronis Orationum pro Scauro, pro Tullio, pro Flacco partes ineditae (1816), con Andreas Wilhelm Cramer e Angelo Mai.
- M. Tulli Ciceronis De re publica librorum sex quae supersunt (1823).
- D. Iunii Iuvenalis Satirae cum commentariis (2 volumi, 1839); con Ludwig Schopen.
- Des Aulus Persius-Flaccus Satiren (1844).[2][3]